# Жовтохвіст японський
Жовтохві́ст японський (лат. Seriola quinqueradiata) — вид морських теплолюбних риб з родини Ставрид. Належить до зграйних пелагічних риб великих розмірів. Мешкає у відкритих й прибережних водах Східної Азії. Сягає в довжину 1 м, а важить понад 10 кг.

## Назва
- Жовтохвіст (англ. Yellowtail)
- Лаке́рда жовтохво́ста
- Лаке́рда японська (англ. Japanese amberjack)
- Бу́рі (яп. 鰤, ブリ, МФА: [buɾʲi])

## Географія
Жовтохвіст поширений в Східній Азії, у прибережних водах Японії та Кореї, переважно Японському морі. В літній період, з липня по жовтень, він зустрічається біля берегів російського Примор'я і Сахаліну.

## Опис
Тіло жовтохвоста видовжене, овальної форми, злегка стисле з боків. Забарвлення спини сіро-блакитне, боки і черево брудно-білі. Черевні і анальний плавці жовтуваті. Від рила через око до хвостового стебла проходить неширока коричнева смужка. Щитків в бічній лінії немає. З боків хвостового стебла є по одному шкірястому кілю. Голова жовтохвоста конічна, трохи загострена. Рот риби великий, скосий. У першому спинному плавці п'ять коротких колючих променів, що з'єднані перетинкою. Другий спинний і анальний плавці довгі. Вони складаються з м'яких променів. Два колючих променя перед анальним плавцем у дорослих риб заростають шкірою.
Під час північних міграцій жовтохвіст часто супроводжує косяки сардини, скумбрії та анчоуса, за якими активно полює. Восени, з настанням холодів, він відкочовує на південь, до місць зимівлі. Нереститься влітку, нерест порційний. Ікра і личинки пелагічні. Росте дуже швидко. Великі особини — хижаки, що харчуються рибою. Молодь харчується дрібною рибою і планктоном.

## Значення
Жовтохвіст — цінна промислова риба. В Японії вона є об'єктом аквакультури, штучного вирощування в спеціально огорожених морських ділянках. Японці використовують рибу для суші, сасімі та приготування консервів. У 1950-х роках жовтохвостів споживали в Примор'ї.